# Едуард Фогел
Едуард Лудвиг Фогел (на немски: Eduard Ludwig Vogel) е германски астроном, пътешественик и изследовател на Африка.

## Биография

### Младежки години (1829 – 1852)
Роден е на 7 март 1829 година в Крефелд, Германия. Той е син на Йохан Карл Христоф Фогел (1795 – 1862), немски теолог, педагог и писател, и дъщерята на писателя Фридрих Карл Ланг (1766 – 1822). Брат е на писателката Елизе Полко (1823 – 1899), на астронома Херман Карл Фогел (1841 – 1907) и на писателката Юлие Домке (1827 – 1913).
От 1848 г. следва астрономия, математика и природни науки в Университета в Лайпциг и в Хумболтовия университет на Берлин. През 1851 г. става асистент на астронома Джон Хинд в частната обсерватория George Bishop's в Лондон.

### Експедиционна дейност (1853 – 1856)
През 1853 г. е изпратен от британското управление да се присъедини като астроном на мястото на умрелия Адолф Офервег в експедицията, изпратена през 1849 под ръководството на британския мисионер Джеймс Ричардсън с германците Хайнрих Барт и Адолф Офервег в Централна Африка.
През януари 1854 г. стига до езерото Чад, определя положението му и височината на голямата пустиня, промъква се до 9 градуса северна ширина до Мусгу и изследва земите западно от Чад. През декември същата година с Барт стигат близо до Зиндер в Нигерия и отива до Якоба, където още не е стъпвал европеец. Опитва се да влезе в планините Адамауа, но на брега на река Бенуе се налага да се върне заради недоброжелателни племена. През декември 1855 г. се отправя към султаната Уадаи в Сахел. В началото той е приет добре, но на 8 февруари 1856 (само на 27 години) при Абешр (Абеше), южно от Оуара, е убит по заповед на султана на Уадаи.
Години наред не се знае за съдбата му, изпращат се помощни експедиции за неговото спасение. Едва през 1873 г. Густав Нахтигал успява да изясни до известна степен неговото убийство.
От Фогел са издадени писма и съобщения в географското списание „Петерманс Географише Митейлунген“ на Аугуст Петерман.